# RaeLynn
RaeLynn, pseudonimo di Racheal Lynn Woodward (Baytown, 4 maggio 1994), è una cantante statunitense.

## Biografia
Nel 2012 RaeLynn ha partecipato alle audizioni per la seconda edizione della versione statunitense del talent show The Voice cantando Hell on Heels delle Pistol Annies e venendo presa nel team del cantante country Blake Shelton. È stata eliminata durante i quarti di finale. Registrerà l'anno successivo insieme a Blake Shelton e alle Pistol Annies il singolo Boys 'Round Here, che è diventato un grande successo negli Stati Uniti, ottenendo tre dischi di platino e raggiungendo la 12ª posizione nella Billboard Hot 100.
Dopo essere stata eliminata a The Voice ha firmato un contratto con l'etichetta discografica Republic Nashville, parte del gruppo della Big Machine Records. Il suo singolo di debutto, Boyfriend, è uscito a dicembre dello stesso anno.
Nell'estate del 2014 RaeLynn ha pubblicato il suo secondo singolo, intitolato God Made Girls, che ha raggiunto il 61º posto nella classifica statunitense e il 100º in quella canadese; è stato certificato disco di platino dalla Recording Industry Association of America per aver venduto oltre 1 000 000 copie a livello nazionale negli Stati Uniti. Il singolo ha preceduto l'EP Me, che ha raggiunto la 49ª posizione nella Billboard 200.
Nel 2016 la cantante ha firmato un nuovo contratto con la Warner Bros. Nashville, sotto cui ha pubblicato, il 24 marzo 2017, il suo album di debutto, WildHorse. Il disco ha raggiunto il 20º posto in classifica negli Stati Uniti e all'inizio dell'anno successivo era arrivato a vendere 125 000 copie a livello nazionale.

## Discografia

### Album in studio
- 2017 – WildHorse
- 2021 – Baytown

### EP
- 2015 – Me

### Raccolte
- 2018 – Origins

### Singoli
- 2012 – Boyfriend
- 2014 – God Made Girls
- 2015 – For a Boy
- 2016 – Love Triangle
- 2017 – Lonely Call
- 2018 – Queens Don't
- 2018 – Tailgate